# Compañía del Gas

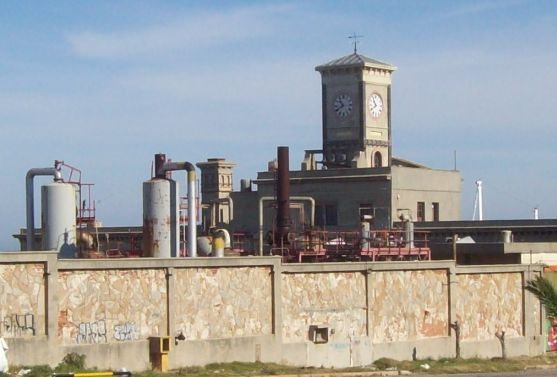
Compañía del Gas (2009)

Die Compañía del Gas ist ein Bauwerk in der uruguayischen Landeshauptstadt Montevideo.
Das 1862 eingeweihte Gebäude befindet sich im Süden des Barrio Sur an der Rambla Gran Bretaña im Abschnitt zwischen Río Branco und Ciudadela. Angaben über den Architekten des ursprünglich als Gasfabrik genutzten Bauwerks sind nicht vorhanden. Die Baugenehmigung stammt aus dem Jahre 1890. In den Jahren 2006/2007 wurde ein Wettbewerb zur Neuprojektierung und anderweitigen Nutzung des Fabrikgebäudes durchgeführt. Die Architekten Fernando Giordano und Rafael Lorente Mourelle zeichnen nunmehr für dieses Projekt verantwortlich. Zukünftig sollen hier ein Kulturzentrum, Büros und Geschäfte untergebracht werden.
Seit 1975 ist die Gasfabrik als Monumento Histórico Nacional klassifiziert.